# 宋世榮
宋世榮（1849年—1927年），字約齋，大興縣（今北京市）人，祖籍金陵，清末民初武術家，李洛能門下八大弟子之一。功夫以柔化見稱，擅長燕形。

## 生平
宋世榮出生鐘錶世家，自小承繼了家族的鐘錶手藝，宋世榮喜好圍棋、好崑曲，尤其喜歡武術，自少便學習家傳少林拳和潭腿。十七歲便與弟宋世德隨父親宋永祿遷居太谷，不久兄弟二人同拜形意拳師李洛能門下，得到李洛能厚愛。宋父為栽培二人，把宋家的修鐘錶技術與李家換藝。故二人能夠全面繼承形意拳技藝。
李洛能的弟子以宋氏兄弟文化較高，宋世榮內功高，精通儒釋道、陰陽八卦等傳統學說，後來又得到了友人劉曉棠相贈《內功四經》。把個人武學體會，結合《內功四經》並反覆實踐。成為個人的武學風格。宋世榮在繼承形意拳的基礎上有所創新，創編了陰陽把、盤根、麟角刀、十六把等套路，逐漸發展成形意拳的流派，後世人稱宋氏所傳的形意拳為宋氏形意拳。

## 弟子
宋世榮授徒嚴格，弟子不多，但常指導後學。武術家孫祿堂、郭雲深弟子劉緯祥也曾經得宋的指導。一生收弟子約二十餘人，著名的有賈蘊高、任爾祺、王嗣昌、趙守鈺、子宋虎臣、宋青山，侄宋晏彪、宋鐵麟等人。

## 相關連結
- 形意宋氏堂（页面存档备份，存于）